# Jason Goldberg
Jason Goldberg, född 1972 i stadsdelen Bel Air i Los Angeles, Kalifornien, är en amerikansk film- och TV-producent. Han är producenten bakom Guess Who och The Butterfly Effect och är exekutiv producent bakom TV-serierna Beauty and the Geek och Punk'd. Han jobbar oftast ihop med Ashton Kutcher.
Goldberg är sedan 1998 gift med skådespelerskan Soleil Moon Frye och tillsammans har de fyra barn.